# Xã Ness, Quận Pierce, Bắc Dakota
Xã Ness (tiếng Anh: Ness Township) là một xã thuộc quận Pierce, tiểu bang Bắc Dakota, Hoa Kỳ. Năm 2010, dân số của xã này là 84 người.